# Catedral de Olinda
A Catedral de São Salvador do Mundo ou Catedral Sé de Olinda é um templo católico localizado em Olinda, no estado de Pernambuco, sé da Arquidiocese de Olinda e Recife.
Trata-se da maior igreja quinhentista do Brasil, e a mais antiga de Olinda, fundada em 1540. Em Pernambuco, foi precedida apenas pela Igreja dos Santos Cosme e Damião de Igarassu, a mais antiga igreja brasileira de acordo com o IPHAN.
No seu entorno ficava o Castelo de Duarte Coelho, demolido.

## Histórico

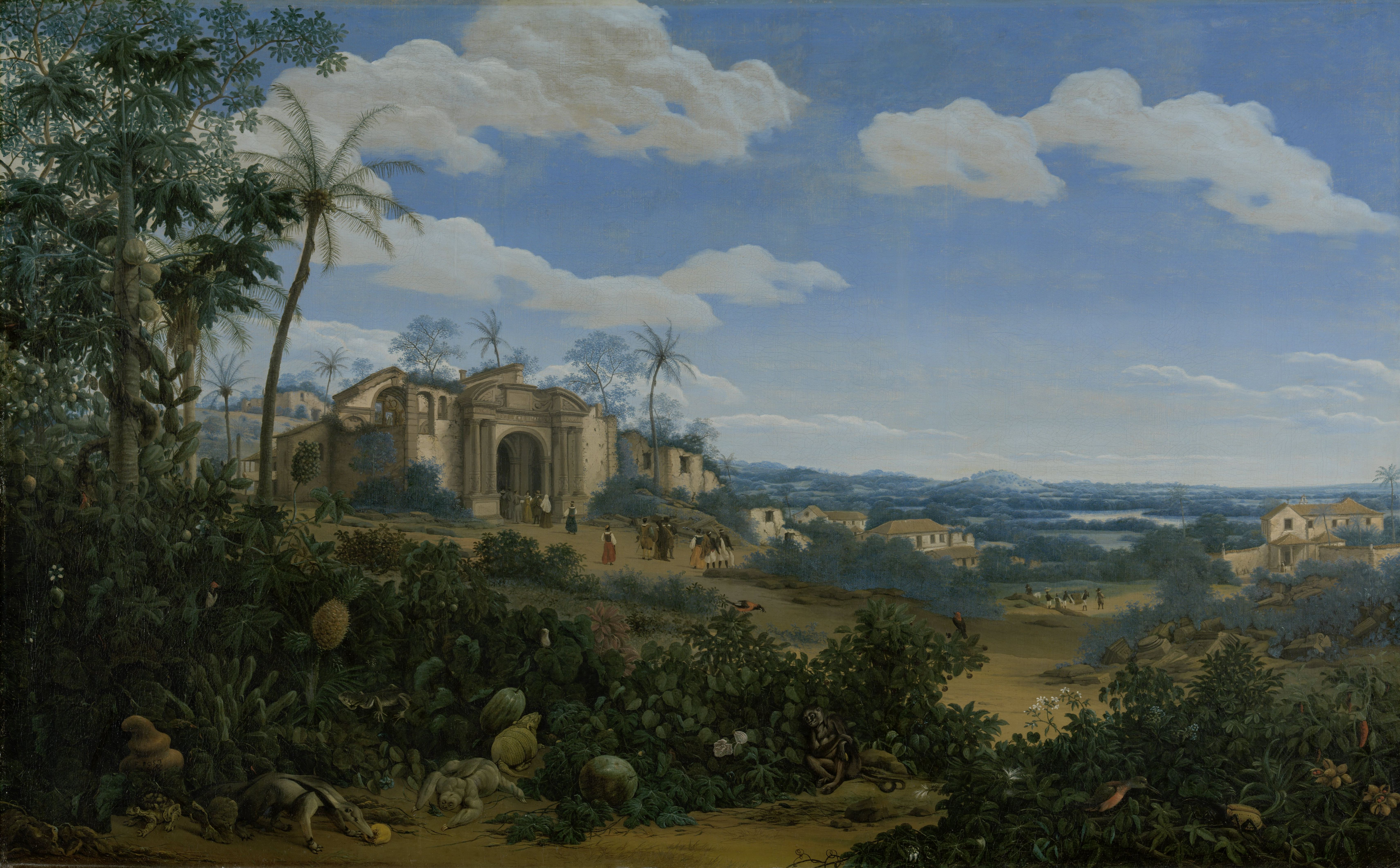
Igreja da Sé em ruínas após o grande incêndio provocado pelos neerlandeses em 1631 no contexto da Invasão Holandesa, pelo pintor Frans Post

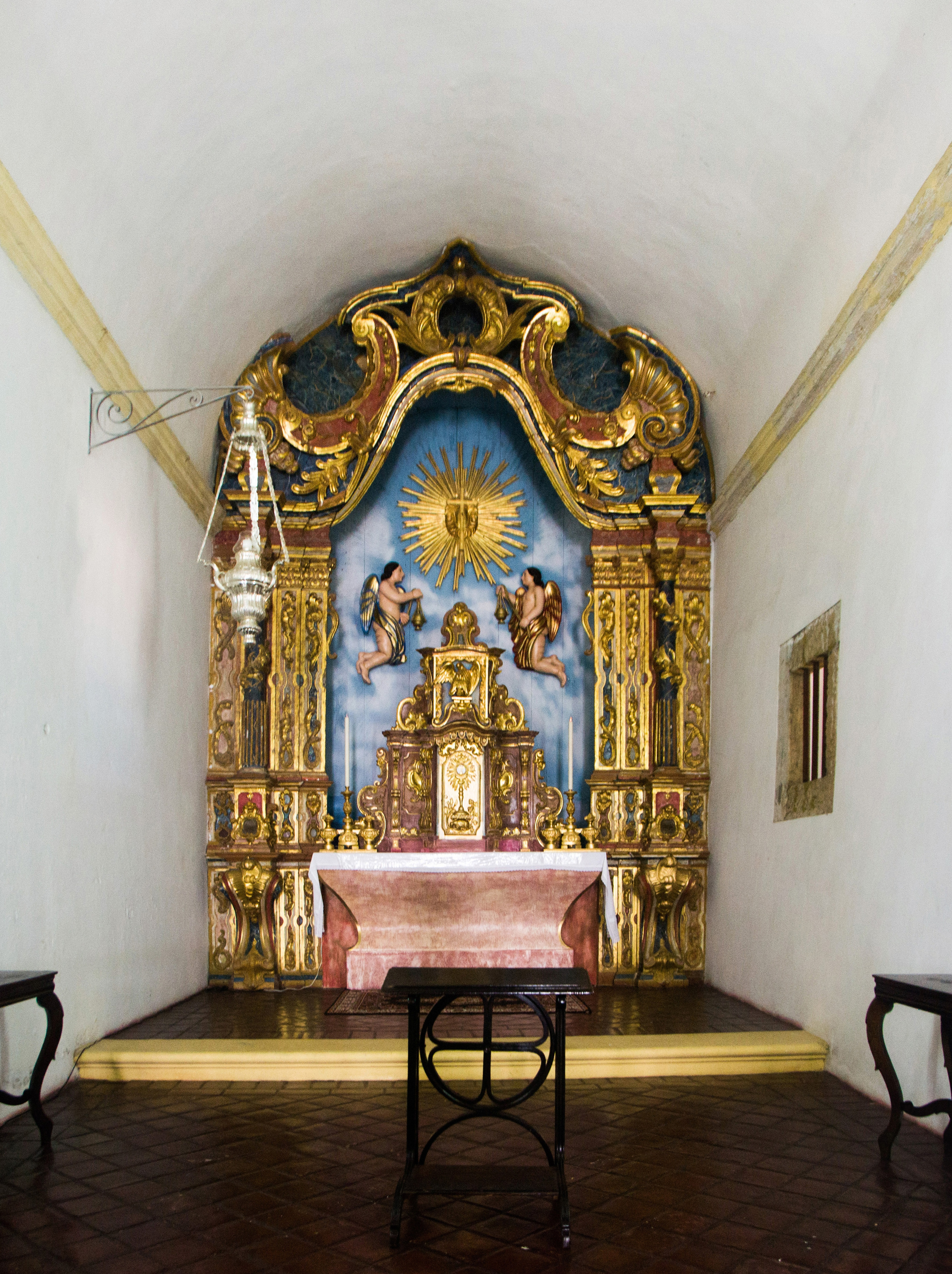
Altar lateral (Capela de São Salvador do Sacramento), o único que ainda preserva sua decoração barroca em boas condições

A primeira edificação destinada ao culto erguida no local da Sé atual era uma capela simples, construída na técnica da taipa de mão. Foi levantada entre 1537 e 1540, sendo dedicada a Jesus Cristo como Salvador do Mundo. Uma vez que a taipa é material de pouca resistência, a capela logo começou a decair, e foi substituída por outro templo em 1584, maior, de alvenaria e com várias capelas secundárias, erguido por iniciativa do Frei Antônio Barreiros, terceiro Bispo do Brasil.
Em 1591 foi acrescentada uma abóbada na capela-mor, obra de Braz da Mata, um português de Lisboa, e em 1599 a nave foi amplidada. Em 1616 foram construídas a sacristia e dependências anexas por Cristóvão Álvares, e pouco mais tarde foi elevada a Matriz de São Salvador do Mundo.
Com a invasão holandesa a igreja foi profanada e usada mesmo como estrebaria, e sua decadência se completou no incêndio que consumiu parte da cidade em 1631, da Matriz não restando quase nada. Depois da expulsão dos holandeses a cidade reergueu a igreja com grandes esforços, e as obras se prolongaram até o século XVIII. Neste ínterim, em 1676, com a criação do Bispado de Olinda, a antiga matriz foi elevada à condição de catedral.
Mais tarde o prédio teve a fachada substituída e sofreu diversas outras intervenções também no interior, que foram levadas a cabo pelo Arcebispo Dom Miguel de Lima Valverde em 1919, e descaracterizaram largamente o estilo original. Contudo, entre 1974 e 1976 a edificação foi restaurada, readquirindo até onde foi possível suas feições originais de transição entre a renascença e o barroco (período maneirista), dentro do Programa de Restauração das Cidades Históricas do Governo Federal em conjunto com a Fundação do Patrimônio Histórico e Artístico de Pernambuco (Fundarpe).

## Características

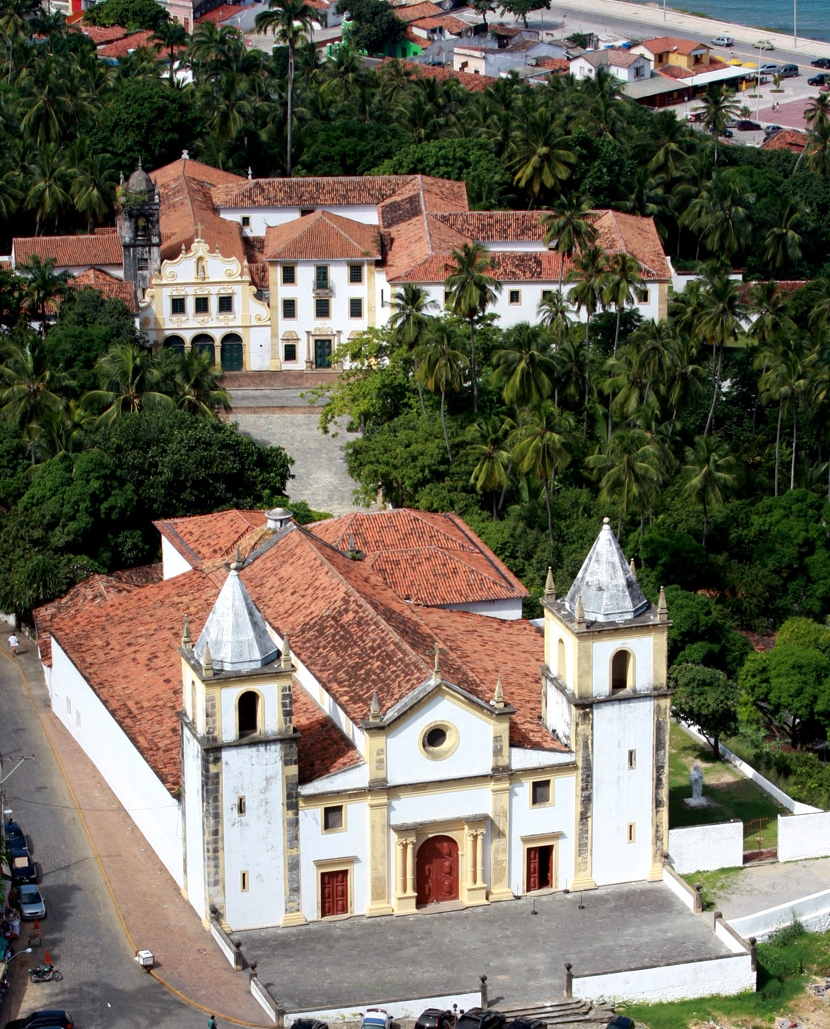
Catedral de Olinda com o Convento de São Francisco ao fundo.

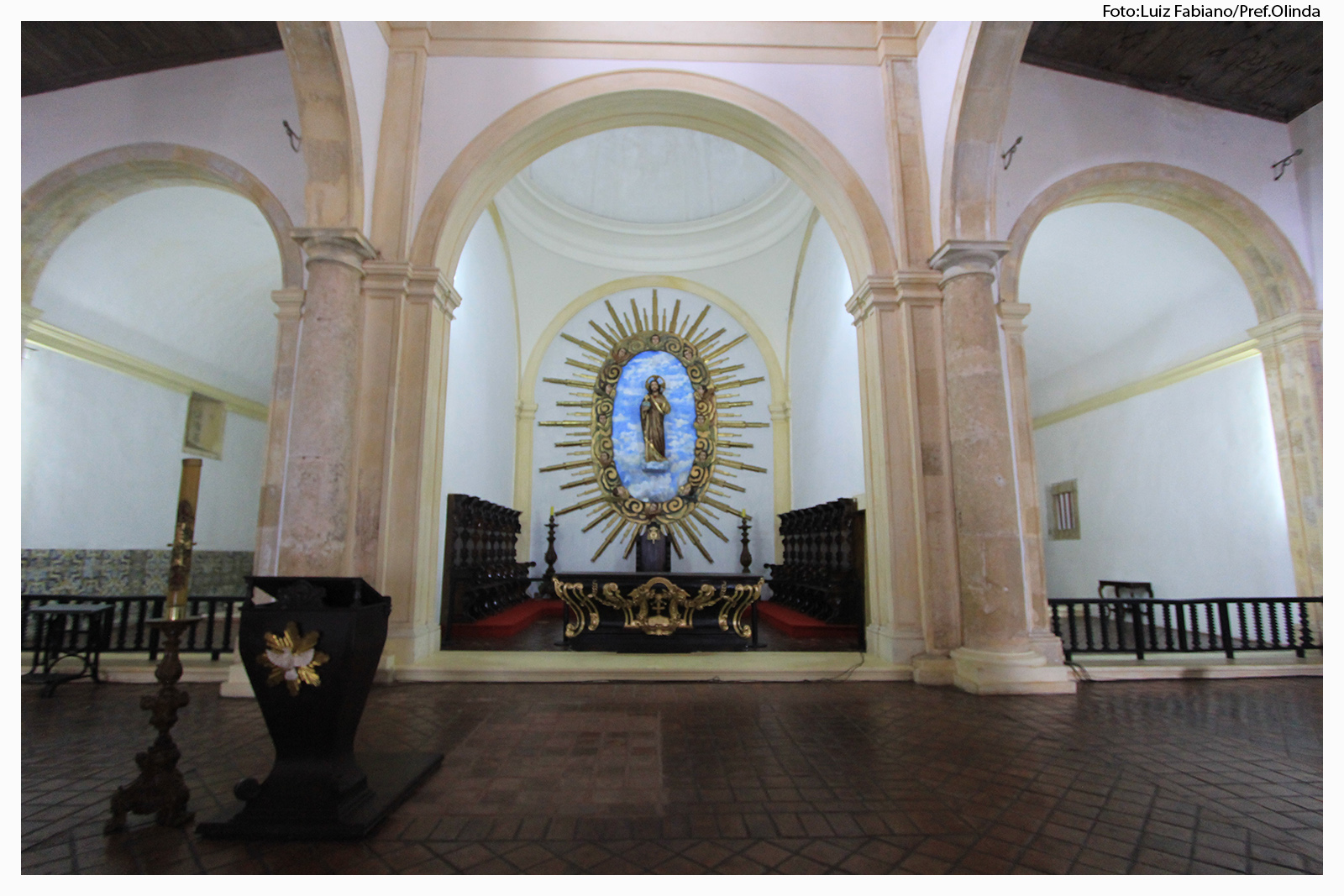
Presbitério da Sé de Olinda.

A fachada se divide em três blocos principais, com o corpo da catedral ladeado por duas torres sineiras iguais. As torres, com pilastras em relevo nos cantos, são de secção quadrada e mostram somente duas estreitas aberturas retangulares sobrepostas até o nível do coruchéu, que tem aberturas em arco redondo para os sinos e um arremate superior prismático, com pequenos pináculos nos cantos. O corpo da igreja tem no nível térreo três portas, sendo a central maior e em arco, e encerrada em um frontispício com dois pares de colunas jônicas. Sobre as portas laterais, janelas quadradas que se ligam à cornija que delimita o nível do frontão de empenas retas, com óculo inscrito, cruz no topo e pináculos laterais.
O interior é dividido em três naves, separadas por arcadas com colunas toscanas de pedra. A decoração original desapareceu em grande parte, mas especialmente nas capelas laterais ainda existem remanescentes da decoração com azulejos, alguns painéis pintados, elementos de talha dourada e estatuária antiga.
A nave central possui um clerestório, sinal de influência romano-gótica, e um teto forrado de vinte e quatro painéis com ilustrações do Evangelho, como a partida do Egito e o desterro de Nossa Senhora. Na capela-mor permanecem o trono episcopal e outras cadeiras com fina lavra em jacarandá, e as tumbas dos bispos Dom Matias de Figueiredo e Melo (em sepultura rasa), Dom Francisco Xavier Aranha e Dom João da Purificação Marques Perdigão (em jazigos nas paredes).
Na sacristia, à direita do templo, se preservam ainda uma grande bancada entalhada em jacarandá, pinturas e objetos de culto.